# Об этом говорит вся махалля
«Об этом говорит вся махалля» (узб. Mahallada duv-duv gap/Маҳаллада дув-дув гап) — советский художественный фильм режиссёра Шухрата Аббасова. Фильм создан на киностудии «Узбекфильм» в 1960 году. Считается одним из лучших узбекских фильмов.

## Сюжет
В фильме рассказывается о том, как в одном из кварталов старой части Ташкента (махалле) строятся современные жилые дома. Герои фильма — семьи строителей: каменщик с женой и дочерью Сайёрой, старушка Мехрихон, сын которой Азимджан завершает учёбу в Москве, и заведующий складом Арслан с сыном-крановщиком Умаром.
После окончания учебы Сайёра тайком от родных поступает на завод. Соседки пытаются вмешаться в её судьбу. Старушка Мехрихон хочет женить на ней сына, а жена Арслана — своего сына. После ряда недоразумений оказывается, что Азимджан уже женился в Москве, а сын Арслана Умар влюблён в Умиду, работающую с ним на стройке. Молодежь помогает Умару преодолеть сопротивление родителей и жениться на Умиде. Счастливые семьи переселяются из махалли в только что отстроенный дом.

## В ролях
- Халида Исхакова — Сайёра, дублировала Мария Виноградова
- Р. Мадрахимова — Азиза
- Хамза Умаров — Умар, дублировал Анатолий Кузнецов
- Тулкун Таджиев — Махмуд, дублировал Виктор Маркин
- Лютфи Сарымсакова — Мехринисо, дублировала Ада Войцик
- Икрама Балтаева — Халима
- Марьям Якубова — Ойпашша, дублировала Марина Фигнер
- Раззак Хамраев — усто Шариф, дублировал Алексей Алексеев
- Рахим Пирмухамедов — Арслан, дублировал Константин Тыртов
- Роза Ризамухамедова — Умида, дублировала Антонина Кончакова
- Сагди (Сегидход) Табибуллаев — Дамулла, предсказатель
- А. Алиев — Азимджан, дублировал Виктор Файнлейб
- Гани Агзамов — эпизод
- Назира Алиева — эпизод
- Сайфи Алимов — Али
- Лола Каримова — эпизод
- Шахбоз Низамеддинов — эпизод
- Ташхан Султанова — эпизод
- Джура Таджиев — эпизод
- Н. Талипов — эпизод
- Г. Хасанова — эпизод
- М. Холматова — эпизод
- Н. Эшмухамедов — эпизод